# 바이올린 협주곡 3번 (생상스)

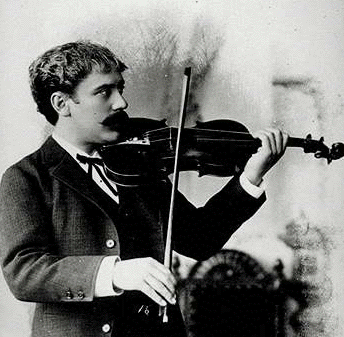

《바이올린 협주곡 제3번 나단조》(작품번호 61)은 카미유 생상스가 1880년에 쓴 바이올린 협주곡이다. 생상스가 쓴 세 곡의 협주곡 중 가장 나중에 작곡되었다.

## 악장 구성
총 3악장으로 되어 있다.
- 1악장: Allegro Non Troppo
- 2악장: Andantino Quasi Allegretto
- 3악장: Molto Moderato E Maestoso - Allegro Non Troppo

## 악기 편성
- 독주 바이올린, 플루트2&피콜로, 오보에2, 클라리넷2, 바순2, 호른2(D, E, F), 트럼펫2, 트롬본3, 팀파니, 현악 5부